# ترينيداد خيمينيز
ترينيداد خيمينيز (من مواليد 4 يونيو 1962) سياسية إسبانية من حزب العمال الاشتراكي وكانت وزيرًا للشؤون الخارجية لإسبانيا. تعتبر على نطاق واسع من المقربين من رئيسي الوزراء الأسبان السابقين فيليبي غونزاليس وخوسيه لويس رودريغيز ثاباتيرو. خيمينيز عضو في حوار البلدان الأمريكية.

## المشاهدات السياسية
أعربت خيمينيز عن خلافها مع الكاردينال أنطونيو كانيزاريس لوفيرا حول زعم الأخير أن الإجهاض كان أخلاقيًا أسوأ من الاعتداء الجنسي على الأطفال.
في عام 2010 أثارت خيمينيز جدلاً وانتقادات لاذعة من قبل معارضي الزعيم الفنزويلي هوغو شافيز عندما قالت إنه لا يوجد سجناء سياسيون في فنزويلا.
في فبراير 2020 انضمت خيمينيز إلى حوالي خمسين رئيس وزراء ووزراء خارجية أوروبيين سابقين في التوقيع على رسالة مفتوحة نشرتها صحيفة الغارديان البريطانية لإدانة خطة الرئيس الأمريكي دونالد ترامب للسلام في الشرق الأوسط، قائلة إنها ستخلق وضعا شبيها بالفصل العنصري في الأراضي الفلسطينية المحتلة.